# VN1R4
VN1R4 (англ. Vomeronasal 1 receptor 4) – білок, який кодується однойменним геном, розташованим у людей на короткому плечі 19-ї хромосоми. Довжина поліпептидного ланцюга білка становить 301 амінокислот, а молекулярна маса — 33 557.
| 10         |  | 20         |  | 30         |  | 40         |  | 50         |
| ---------- |  | ---------- |  | ---------- |  | ---------- |  | ---------- |
| MASRYVAVGM |  | ILSQTVVGVL |  | GSFSVLLHYL |  | SFYCTGCRLR |  | STDLIVKHLI |
| VANFLALRCK |  | GVPQTMAAFG |  | VRYFLNALGC |  | KLVFYLHRVG |  | RGVSIGTTCL |
| LSVFQVITVS |  | SRKSRWAKLK |  | EKAPKHVGFS |  | VLLCWIVCML |  | VNIIFPMYVT |
| GKWNYTNITV |  | NEDLGYCSGG |  | GNNKIAQTLR |  | AMLLSFPDVL |  | CLGLMLWVSS |
| SMVCILHRHK |  | QRVQHIDRSD |  | LSPRASPENR |  | ATQSILILVS |  | TFVSSYTLSC |
| LFQVCMALLD |  | NPNSLLVNTS |  | ALMSVCFPTL |  | SPFVLMSCDP |  | SVYRFCFAWK |
| R          |  |            |  |            |  |            |  |            |

A: Аланін

C: Цистеїн

D: Аспарагінова кислота

E: Глутамінова кислота

F: Фенілаланін

G: Гліцин

H: Гістидин

I: Ізолейцин

K: Лізин

L: Лейцин

M: Метіонін

N: Аспарагін

P: Пролін

Q: Глутамін

R: Аргінін

S: Серин

T: Треонін

V: Валін

W: Триптофан

Кодований геном білок за функціями належить до рецепторів, g-білокспряжених рецепторів, білків внутрішньоклітинного сигналінгу. 
Локалізований у клітинній мембрані, мембрані.